# Giovanni Francesco Falzacappa
Giovanni Francesco kardinal Falzacappa, italijanski rimskokatoliški duhovnik, škof in kardinal, * 7. april 1767, Corneto, † 18. november 1840.

## Življenjepis
27. oktobra 1799 je prejel duhovniško posvečenje.
27. septembra 1819 je bil imenovan za naslovnega nadškofa Aten; čez dva dni je prejel škofovsko posvečenje.
10. marca 1823 je bil imenovan za nadškofa (osebni naziv) škofije Ancona e Numana (s tega položaja je odstopil 3. maja 1824); istega dne je bil povzdignjen v kardinala in imenovan za kardinal-duhovnika Ss. Nereo ed Achilleo.
Pozneje je bil imenovan še na tri kardinal-duhovniška mesta: bazilike svete Marije v Trasteveru (17. november 1823), Albano (5. julij 1830) in Porto e Santa Rufina (22. november 1839).
7. januarja 1829 je bil imenovan za prefekta Apostolske signature.
Umrl je 18. novembra 1840.